# José Bordas Valdez

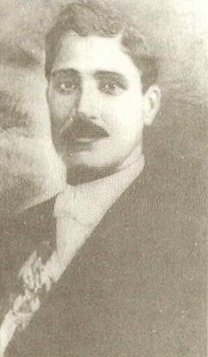
José Bordas Valdez

José Bordas Valdez (selten: „Valdés“; * 6. August 1874 in Santiago de los Caballeros; † 1968 in Santo Domingo) war ein dominikanischer Politiker und Präsident der Dominikanischen Republik.

## Biografie
Bordas begann seine politische Laufbahn kurz vor dem Sturz von Diktator Ulises Heureaux und den darauffolgenden Unruhen aufgrund der unterschiedlichen politischen Ansichten zwischen den Anhängern von Juan Isidro Jiménez (Jiminista) und Horacio Vásquez (Horacista). 1899 war er zunächst Kommandeur von Armeeeinheiten in Mao und danach in Dajabón, wo es zu heftigen Kämpfen gegen Rebellengruppen kam. 1904 wurde er zunächst zum Gouverneur der Provinz Santiago ernannt. Drei Jahre später erfolgte seine Berufung zum Gouverneur der Provinz San Pedro de Macorís und noch im gleichen Jahr der Provinz Puerto Plata. Anschließend war er Senator als Vertreter der Interessen der Provinz Monte Cristi.
Am 1. März 1913 wurde er als Kompromisskandidat Nachfolger von Erzbischof Adolfo Alejandro Nouel als Präsident der Dominikanischen Republik. Seine Vereidigung folgte sechs Wochen später am 13. April 1913. Bald kamen jedoch die alten Konflikte zwischen den Strömungen der Horacistas und Jiministas wieder auf, die letztlich zu einer erneuten Revolution führten. Zugleich sah sich das Land einer enormen Wirtschaftskrise ausgesetzt, so dass er der Einsetzung eines US-amerikanischen Kommissionärs zur Kontrolle der Zolleinnahmen und der Staatsausgaben zustimmte. Daraufhin erreichte die Revolution in Cibao ihren Höhepunkt, die Bordas zur Ausrufung vorgezogener Präsidentschaftswahlen veranlasste, zu der es jedoch nicht mehr kam, nachdem die verfeindeten Lager der Horacista und Jiminista sich in ihrer Opposition gegen Bordas vereinigten. Am 27. August 1914 trat er daraufhin zurück und wurde von Ramón Báez, dem Sohn von Buenaventura Báez, einem der Gründungsväter der Republik, als Präsident abgelöst.
Anschließend zog er sich bis zu seinem Tode 54 Jahre nach seinem Rücktritt aus dem politischen Leben zurück.